# Darwinia oldfieldii
Darwinia oldfieldii är en myrtenväxtart som beskrevs av George Bentham. Darwinia oldfieldii ingår i släktet Darwinia och familjen myrtenväxter. Inga underarter finns listade i Catalogue of Life.